# Rhadinella tolpanorum
Espèce
Synonymes
- Rhadinaea tolpanorum Holm & Cruz, 1994

Statut de conservation UICN

 CR B1ab(iii) : 
En danger critique
Rhadinella tolpanorum  est une espèce de serpents de la famille des Dipsadidae.

## Répartition
Cette espèce est endémique du département de Yoro au Honduras. Elle se rencontre entre 1 700 et 1 900 m d'altitude.

## Étymologie
Cette espèce est nommée en l'honneur des Tolpan, peuple indigène du Honduras.

## Publication originale
- Holm & Cruz, 1994 : A new species of Rhadinaea (Colubridae) from a cloud forest in northern Honduras. Herpetologica, vol. 50, no 1, p. 15-23.